# توماس إليربي
توماس إليربي (الإنجليزية: Thomas Ellerby) كان رسام بورتريه إنجليزياً، وُلد في 10 يناير 1797 في مزرعة لو باستشر، ويلبورن، قرب كيركبيمورسايد في يوركشاير، وتوفي في 4 أبريل 1861 في ريتفورد، نوتنجهامشاير. شارك بأعماله في معرض الأكاديمية الملكية للفنون بين 1821 و1857، حيث قُبل 72 لوحة من إنتاجه للعرض، وظل نشطاً بالرسم حتى وفاته.

## البدايات والتعليم
وُلد في أسرة ريفية، هو الابن الثاني لرالف إليربي وآنا كاي. انتقل إلى لندن بحلول سن الرابعة والعشرين، وقُبلت أول لوحة له في الأكاديمية الملكية عام 1821، وبحلول عام 1824 كان يُقيم في نيومان ستريت وبدأ علاقة توجيهية مع الفنان جون جاكسون، الذي أصبح معلمه وصديقه مدى الحياة.

## الحياة المهنية والتطور
بدأ بعرض أعماله في الأكاديمية الملكية منذ عام 1821 حتى 1857، حيث قُبل ما مجموعه 72 عملاً للعرض، مما أكسبه حضوراً بارزاً في معارض الفن الرسمية في لندن. في عام 1835 سافر إلى إيطاليا لدراسة الفن الكلاسيكي، وعاد ليُدرج أعمالاً نوعية (Genre paintings) إلى جانب بورتريهاته الرسمية.

## المعارض الرئيسية
عُرضت أعماله سنوياً في معارض الأكاديمية الملكية للفنون الصيفية بين 1821 و1857، مما منح معرضه نطاقاً موسعاً ونقديّاً ملحوظاً على مدار أربعة عقود. أعماله متوفرة أيضاً ضمن مجموعات Art UK مثل Ferens Art Gallery وLaing Gallery.

## التحليل الفني والأسلوب
تميّز بدقة التعبير الواقعي في البورتريه باستخدام إضاءة ناعمة وتلوين مُتقن. دمج عناصر من التصوير النوعي مع البورتريه الرسمي، مستلهمًا من الفن الإيطالي الكلاسيكي وتأثير معلمه جون جاكسون.

## الحياة الشخصية
تزوج أولاً من هارييت كلاركسون، التي توفيت عام 1831 إثر حادث، ثم تزوج إميلي وارن جنكينز عام 1835، وأنجب منها ستة أبناء (ثلاثة أولاد وثلاث بنات)، وتوفيت زوجته الثانية عام 1848 بسبب مرض قلبي.

## الوفاة والإرث
توفي في 4 أبريل 1861 أثناء زيارة إلى ريتفورد نتيجة مضاعفات التهاب رئوي وحروق، ودُفن في مقبرة ريتفورد دون نقش. يُذكر بإبداعه الفني في رسم النخبة الإنجليزية، وتقديمه مزيجًا فنيًّا من الحياة الرسمية والأنماط اليومية.